# Complementaire kleur

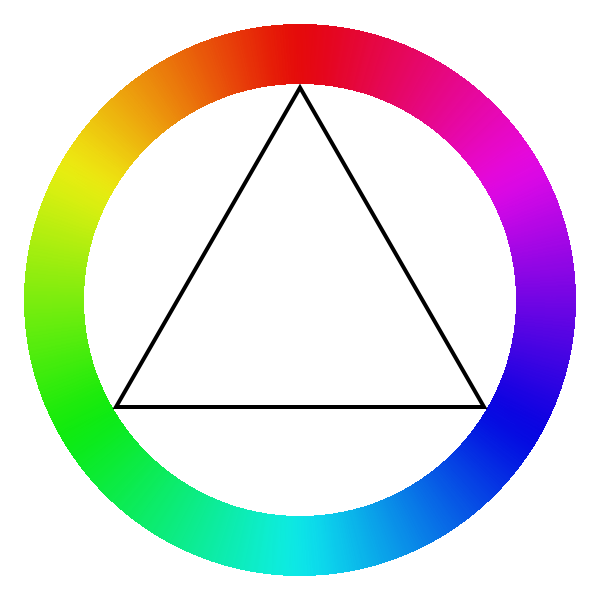
Kleurencirkel

Complementaire kleuren zijn kleuren die tegenover elkaar staan in de kleurencirkel.
- In een additief kleursysteem, wordt het mengsel van twee complementaire kleuren wit.
- In een subtractief kleursysteem, met transparante gekleurde lagen over elkaar, leidt het mengen van complementaire kleuren tot zwart. Dat geldt ook voor het mengen van kleuren.
- In een partitief kleursysteem met dekkende verf, geruit weefsel, ontstaat grijs bij het mengen van complementaire kleuren.

## Complementaire kleuren in een additief kleursysteem
De complementaire kleuren houden met elkaar verband in de zin dat als een gekleurd object wordt beschenen met wit licht, de kleur wordt gereflecteerd en de complementaire kleur geabsorbeerd. Een kleur en zijn complementaire kleur leveren bij elkaar opgeteld wit licht op.

## Complementaire kleuren in een subtractief kleursysteem
In het niet-wetenschappelijke traditionele kleursysteem dat bijvoorbeeld door schilders soms gehanteerd wordt, zijn de complementaire kleuren:
- rood en groen
- geel en paars
- blauw en oranje

Sommigen blijven hieraan hechten omdat zij deze traditioneel complementaire kleurenparen als harmonischer beschouwen dan de hieronder genoemde. Men spreekt in dit geval wel van harmonische kleurenparen.
In het wetenschappelijke en natuurkundig juiste kleursysteem zijn de complementaire kleurenparen:
- cyaan en rood
- magenta en groen
- geel en blauw

Dit kan iedereen met een normaal kleurenzicht zelf controleren via de kleur van het nabeeld van een kleur.
Een ezelsbruggetje:
- de complementaire kleur van Rood is Cyaan (R eerste letter van RGB, C eerste letter van CMYK)
- de complementaire kleur van Groen is Magenta (G tweede letter van RGB, M tweede letter van CMYK)
- de complementaire kleur van Blauw is Yellow (B derde letter van RGB, Y derde letter van CMYK)

De K is hieraan bijgevoegd omdat inkten nooit zuiver zijn. Zoals rood met groen en blauw licht wit vormt, zouden cyaan, magenta en gele inkt samen zwart moeten vormen. Inkten zijn echter nooit perfect zuiver van kleur en dus wordt er een drukgang met zwart aan toegevoegd.
De eerste die op de gedachte kwam dat kleuren in complementaire paren geordend konden worden, was Ignaz Schiffermüller in zijn Versuch eines Farbensystems uit 1772.
primaire kleur · secundaire kleur · tertiaire kleur · complementaire kleur · kleurencirkel · partitieve kleurmenging · kleurcontrast · kleurtemperatuur

kleurcodering · kleurruimte · CIELAB · CMYK · HSL/HLS · HSV/HSB · HTML-kleuren · NCS · Pantone PMS · RAL · RGB · YIQ · YUV · YPbPr